# 小松美月
小松 美月（こまつ みづき、1997年5月2日 - ）は、日本の女優・モデルである。埼玉県出身。スパイス→ジャパン・ミュージックエンターテインメント（イー・コンセプト）所属。

## 略歴
2010年4月、知人の紹介を通じてカメラテストとして撮影された写真が「これはモノが違う」「美少女の王道といえる美しさと何事にも動じない強さがある」と高い評価を受け、カメラテストの写真がそのまま掲載されるという異例な形で12歳の史上最年少で『週刊ヤングジャンプ』（集英社）のグラビアを飾る。
2010年9月より配信のWEBドラマ『世界の終わりに咲く花』（BeeTV）でドラマ初出演を果たし、女優としてデビュー。翌2011年1月にはフジテレビ系『大切なことはすべて君が教えてくれた』に中学生ながらオーディションを勝ち抜いて高校生役で出演し、テレビドラマ初出演。同年5月には日本テレビ系『高校生レストラン』に再び高校生役で出演して、2クール連続でドラマ出演を果たす。
2011年12月8日発売のサンケイスポーツにて大人すぎる14歳として紹介される。

## 人物・その他
- 身長162cm。スリーサイズはB74・W55・H75。（2010年時点[5]）
- 特技はヒップホップダンス[1]、キックベース[1]。
- 趣味は絵を描くこと、ショッピング（洋服選び）[1]。
- 3歳年下の弟がいる[5]。
- 憧れの女優は井上真央[8]。

## 出演

### テレビドラマ
- 大切なことはすべて君が教えてくれた（2011年1月17日 - 3月28日、フジテレビ） - 安田美月 役[1]
- 高校生レストラン（2011年5月7日 - 7月2日、日本テレビ） - 中原唯 役[1]
- ランナウェイ〜愛する君のために（2011年10月27日 - 12月22日、TBS） - 滝本香澄 役
- 悪女たちのメス（2011年12月9日、フジテレビ） - 伊波さやか 役[3][1]
  - 悪女たちのメス episode2（2012年12月21日）
- GTO 第6話（2012年8月7日、関西テレビ） - 内山田好子 役
  - 秋も鬼暴れスペシャル（2012年10月2日）
  - 正月スペシャル!冬休みも熱血授業だ（2013年1月2日）
- ある日、アヒルバス（2015年7月5日 - 、NHK BSプレミアム） - 国村佳代 役
- 図書館戦争 ブック・オブ・メモリーズ（2015年10月5日、TBS）
- 夏樹静子サスペンス・光る崖（2016年2月20日、フジテレビ） - 野中由香 役
- 模倣犯（2016年9月、テレビ東京） - 日高千秋 役
- マッサージ探偵ジョー（2017年4月15日、テレビ東京） ‐ 塚田翔子 役
- 科捜研の女（2019年） ‐ 原田千里

### WEBドラマ
- 世界の終わりに咲く花（2010年9月20日 - 11月23日、BeeTV）[1]
- 内山田ひろしシリーズ1 全3話（2012年11月25日、YouTube）[9] - 内山田好子 役

### バラエティ番組
- 原宿ネストカフェ（2012年10月6日 - 2013年3月30日、TBS） - ウェイトレス

### 映画
- カノジョは嘘を愛しすぎてる（2013年12月14日、東宝）

### CM
- フジテレビ「武器はテレビ。SMAP×FNS 27時間テレビ」（2014年）

### MV
- FTISLAND「beautiful」（2014年）
- ななみ「愛が叫んでる」（2014年）